# Bredsnabelspindel
Bredsnabelspindel (Savignia frontata) är en spindelart som beskrevs av John Blackwall 1833. Bredsnabelspindel ingår i släktet Savignia och familjen täckvävarspindlar. Arten är reproducerande i Sverige. Inga underarter finns listade.